# Wandelroute E1
De Europese wandelroute E1 loopt van Noorwegen tot aan de Middellandse Zee. De route is deels in ontwikkeling; het is de bedoeling dat de E1 van de Noordkaap tot aan het zuiden van Sicilië gaat lopen. De E1 komt niet door België of Nederland. In Duitsland kruist de E1 de routes E3 die door België loopt, E8, en de E11, die door Nederland lopen, en E9 die door Nederland en België loopt.
De Europese wandelroutes worden uitgezet en beheerd door de Europese Wandelvereniging, waar vanuit Nederland Wandelnet is vertegenwoordigd.

## Noorwegen

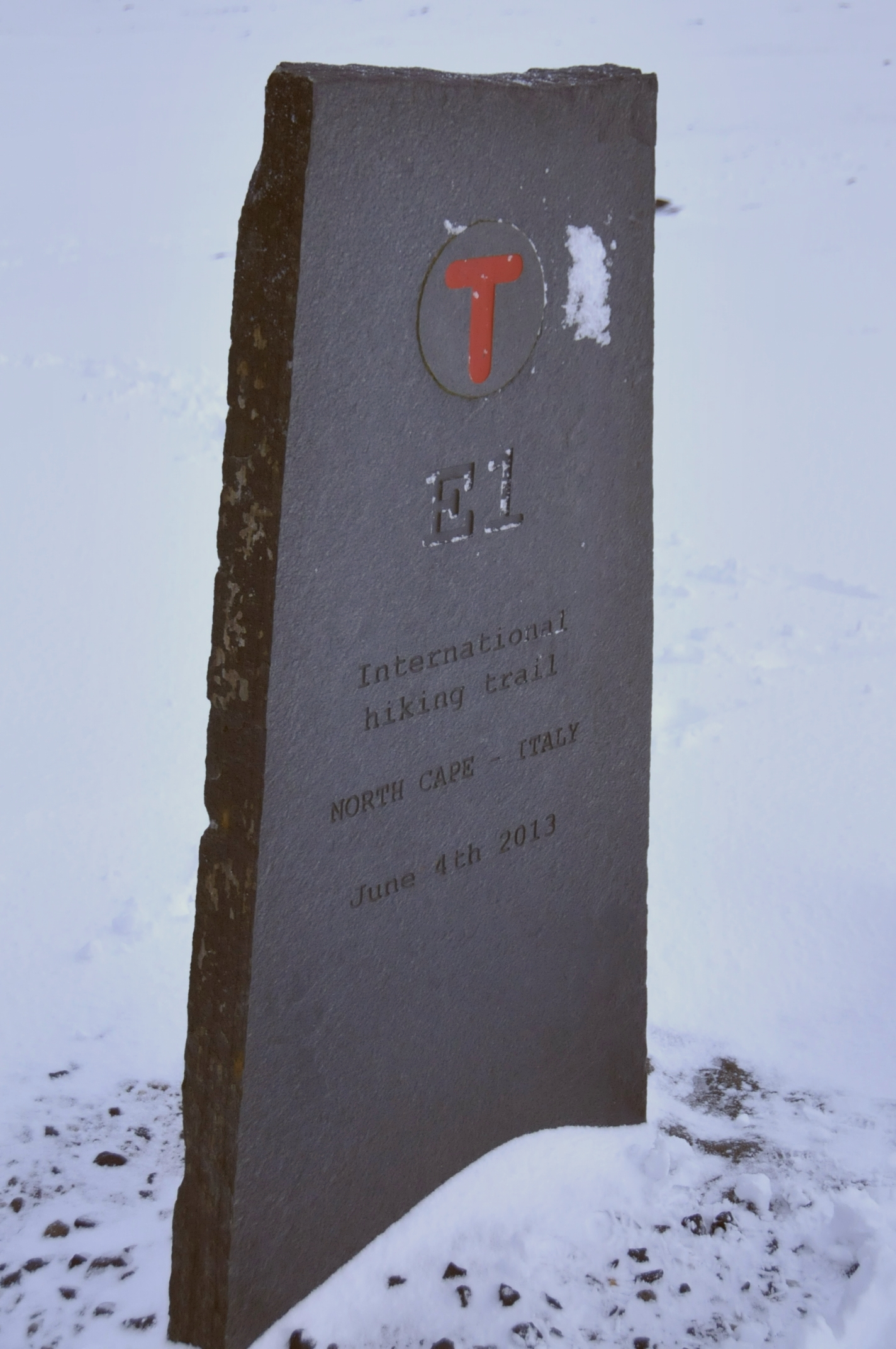
Startpunt in Nordkapp

De totale lengte van de wandelroute in Noorwegen is ongeveer 2105km.

## Zweden
De totale lengte van de wandelroute in Zweden is ongeveer 1200km.
- Södra Kungsleden, van Grövelsjön naar Sälen (160 km);
- Vasaloppsleden, van Sälen naar Mora (90 km);
- Siljansleden, van Mora naar Leksand (70 km);
- Sméleden en lokale routes, van Leksand naar Kloten (120 km);
- Bergslagsleden, van Kloten naar Stenkällegården (280 km);
- Västra Vätterleden, van Stenkällegården naar Mullsjö (148 km);
- Redvägsleden, van Mullsjö naar Ulricehamn (tot Göteborg 162 km);
- Sjuhäradsleden, van Ulricehamn naar Borås;
- Knalleleden, van Borås naar Hindås;
- Vildmarksleden, van Hindås naar het Madernameer;
- Bohusleden, van het Madernameer naar Göteborg;
- Bohusleden, van Göteborg naar Blåvättnerna (tot Varberg 100 km);
- Hallandsleden, van Blåvättnerna naar Varberg.

## Denemarken
De totale lengte van de wandelroute in Denemarken is 325km.
- Molsroute, Van Grenå naar Århus[2] (80 km);
- Wandelroute Århus - Silkeborg (67 km)
- Hærvejen / Heerenweg / Ochsenweg, van Varts naar grens met Duitsland[3](250 km)

## Duitsland
De totale lengte van de wandelroute in Duitsland is ongeveer 1830km.
- Kupfermühle (bij Flensburg) naar Müden aan de Örtze[4] (614 km)

## Zwitserland
De totale lengte van de wandelroute in Zwitserland is ongeveer 348km.

## Italië
De totale lengte van de wandelroute in Italië is ongeveer 1150km.